# Antonio Valentín Angelillo
Antonio Valentín Angelillo (ur. 5 września 1937 w Buenos Aires, zm. 5 stycznia 2018 w Sienie) – argentyński piłkarz grający na pozycji napastnika.
W czasie kariery grał dla dwóch reprezentacji – Argentyny i Włoch.

## Kariera klubowa
Zawodnik swoje pierwsze kroki w zawodowym futbolu stawiał w klubie Arsenal Sarandí.
W 1955 roku został zawodnikiem Racing Club Avellaneda, skąd po roku przeszedł do Boca Juniors. W 1957 roku Angelillo został zawodnikiem Interu Mediolan. W trakcie gry dla Nerrazurrich został królem strzelców rozgrywek Serie A 1958/59 z rekordowymi 33 bramkami w 33 spotkaniach. Wyczyn ten pozostawał niepobity aż do sezonu 2015/16, kiedy pobił go jego rodak Gonzalo Higuain, zdobywając 35 goli w 38 spotkaniach. Chociaż Angelillo był najlepszym strzelcem Interu, nigdy nie zdobył mistrzostwa Włoch. Nowy trener Interu – Helenio Herrera – wyrzucił go z drużyny ze względu na relację zawodnika z tancerką z klubu nocnego, argumentując, że ma to zły wpływ na zawodnika. Kolejnym klubem zawodnika była stołeczna AS Roma. Tam jego forma strzelecka osłabła, a napastnik zdobył w 106 meczach tylko 27 goli. Później, dwa razy krótko był zawodnikiem A.C. Milanu, dzieląc ten pobyt roczną grą w Lecco, z którym spadł do Serie B.
Karierę piłkarską zakończył w wieku 33 lat jako piłkarz Genoi.

## Reprezentacja
W reprezentacji Argentyny Angelillo rozegrał 11 spotakań. Większość z nich podczas zwycięskiego Copa América 1957, podczas którego Angelillo zdobył osiem bramek w sześciu meczach, zostając wicekrólem strzelców turnieju za Omarem Sivorim, z którym później (oraz Humberto Maschio) wyemigrował do kraju przodków – Włoch
Po uzyskaniu włoskiego obywatelstwa rozegrał w reprezentacji Włoch dwa spotkania i zdobył jednego gola.

## Po zakończeniu kariery
Tuż po zakończeniu kariery został grającym trenerem Angelany, którą prowadził przez dwa lata.
Następnie, przez wiele lat, prowadził zespołu z drugiej i trzeciej ligi włoskiej oraz reprezentację Maroko.
W latach dziewięćdziesiątych został scoutem Interu Mediolan na Amerykę Południową. Do jego sukcesów należy m.in. odkrycie późniejszej klubowej legendy Javiera Zanettiego.

## Śmierć
Antonio Angelillo zmarł 5 stycznia 2018 w szpitalu w Sienie.

## Sukcesy

### Piłkarz

#### Roma
- Coppa Italia: 1963–64

#### Milan
- Serie A: 1967–68
- Puchar Zdobywców Pucharów: 1968

#### Argentyna
- Copa América: 1957

#### Indywidualne
- Król strzelców Serie A: 1958–59 (33 gole)

### Trener

#### Angelana
- Prima Categoria: 1970–71

#### Arezzo
- Coppa Italia Serie C: 1980–81
- Serie C1: 1981–82